# Le Grand Dîner (album)
Le Grand Dîner est un album en hommage à Dick Annegarn, par divers artistes qui y reprennent ses chansons. Il est sorti en 2006. Son titre, ironique, est emprunté à une des premières chansons de Dick ; le narrateur y attend la visite d'invités qu'il ressent comme une société dans laquelle il est exclu.

## Liste des titres
| No  | Titre               | Auteur                                   | Durée |
| --- | ------------------- | ---------------------------------------- | ----- |
| 1.  | Ubu                 | -M-                                      |       |
| 2.  | Bruxelles           | Alain Bashung                            |       |
| 3.  | Les tchèques        | Mathieu Boogaerts                        |       |
| 4.  | Tourne en rond      | Alain Souchon et Dick Annegarn           |       |
| 5.  | Sacré géranium      | Thomas Fersen                            |       |
| 6.  | Attila Joszef       | Calogero                                 |       |
| 7.  | Que toi             | Bénabar et Bertrand Belin                |       |
| 8.  | Quelle belle vallée | Red Legs (Jeanne Cherhal et J. P. Nataf) |       |
| 9.  | Bébé éléphant       | Mathieu Boogaerts et -M-                 |       |
| 10. | Volets fermés       | Louis Chedid                             |       |
| 11. | La transformation   | Agnès Jaoui et Dick Annegarn             |       |
| 12. | La limonade         | Arthur H et De Kift                      |       |
| 13. | Le saule            | JP Nataf                                 |       |
| 14. | Mireille            | Sanseverino                              |       |
| 15. | Ça pue              | Christophe                               |       |
| 16. | Ubu                 | Arno                                     |       |